# The Four Seasons (ban nhạc)
The Four Seasons là ban nhạc rock-pop người Mỹ, chủ yếu thành công trong thập niên 1960. Vocal Group Hall of Fame gọi ban nhạc là nghệ sĩ nổi tiếng nhất trước thời kỳ The Beatles. Kể từ 1970, họ còn được biết tới dưới tên Frankie Valli and the Four Seasons. Ban nhạc được thành lập vào năm 1960 dưới tên Four Lovers với Frankie Valli là ca sĩ hát chính, Bob Gaudio chơi keyboard và hát tenor, Tommy DeVito lead guitar và hát baritone, và Nick Massi chơi guitar bass và hát giọng bass.
Tên gọi chính thức của ban nhạc là The Four Seasons Partnership, được sáng lập bởi Gaudio và Valli sau khi họ thất bại trong một cuộc tuyển chọn vào năm 1960. Cho dù thay đổi nhiều nhà sản xuất, ca sĩ và nhạc sĩ, Gaudio và Valli vẫn là những thành viên còn lại của ban nhạc. Gaudio sau này không còn tham gia trình diễn trực tiếp cùng ban nhạc, và Valli trở thành thành viên sáng lập duy nhất còn theo tour.
The Four Seasons được đưa tên vào Đại sảnh Danh vọng Rock and Roll vào năm 1990 và tại Vocal Group Hall of Fame vào năm 1999. Họ là một trong số những nghệ sĩ có số đĩa bán chạy nhất lịch sử với hơn 100 triệu đĩa đã bán.